# 하마지 아키
하마지 아키(일본어: はまじあき, 11월 17일~)는 일본의 여성 만화가다. 미야자키현 출신이다.
소년 만화가인 히가사 노조미는 친여동생이다.

## 경력
2012년 쇼가쿠칸 제71회 신인 코믹대상(순정·여성 부문)에 응모하여 가작을 수상하고 2013년에 챠오DX 봄의 초대증간호에 게재된 《스완☆콤플렉스》로 데뷔했다. 당시 펜 네임은 하야미 치아키(はやみ知晶)였으며, 2014년까지 챠오DX에서 복수의 작품을 집필했지만 투고를 계속하며 데뷔할 무렵에는 '순정 만화보다 모에계 만화를 그리고 싶어.'라고 생각하게 되어 호분샤의 망가 타임 키라라에 원고를 가지고 가 2015년에 재데뷔하기에 이른다. 다음에 올 만화대상 2019에서는 코믹스 부문에서 《봇치 더 록!》이 8위를 수상했다. 망가 타임 키라라 계열 작품으로서는 첫 수상 작품이 되었다.

## 작품

### 연재
- 반짝 북스 미주 중! (망가 타임 KR 코믹스, 전 2권)[6]
- 봇치 더 록! (망가 타임 KR 코믹스)[7]

### 단편
- 언니 【확산희망!】 (스퀘어 에닉스, 빅 간간 2018년 Vol.8)[8]
- JC의 매력을 즐기는 건전한 앤솔로지 코믹 (REX코믹스)[9]
- 가슴 큰 여자애는 좋아하시나요? 거유 소녀 앤솔로지 코믹 (REX코믹스)[10]
- 거유 타이츠 ~검은 타이츠 미소녀와 꽁냥에로 한다~ 앤솔로지 코믹 (REX코믹스)[11]

### 그 외
- 서적 《유루캠△ 앤솔로지 코믹》 표지 일러스트[12]
- 애니메이션 《주문은 토끼입니까? BLOOM》 제3화 엔드 카드[13]